# Dypsis mangorensis
Espèce
Synonymes
- Neophloga littoralis Jum.[1] [2]
- Neophloga mangorensis Jum.[1] [2]

Statut de conservation UICN

 CR D : 
En danger critique
Dypsis mangorensis est une espèce de plantes de la famille des Arecaceae.

## Publication originale
- Palms of Madagascar 264. 1995.